# Атила Зафиров
Атила Спасов Зафиров е български офицер (генерал-майор).

## Биография
Роден през 1858 година е в Калофер, където баща му, Спас Зафиров, е учител. Спас Зафиров произхожда от видния възрожденски учителски род Зафирови от Пещера и е борец за църковна и национална независимост.
Зафиров завършва Пловдивското класно училище през 1877 година. Участва като доброволец в Руско-турската война (1877 – 1878). След Освобождението постъпва в командата на волноопределяющите се, а по-късно във Военното училище в София. Завършва с втория випуск на 30 август 1880 г. и е произведен в чин подпоручик. Следва в стрелкова школа в Русия. На 30 август 1883 година е произведен в чин поручик. По време на Съединението е командирован в руската армия за усъвършенстване на подготовката си, но след обявяване на мобилизацията се завръща.

### Сръбско-българска война (1885)
През Сръбско-българската война (1885) командва Комщицкия отряд, който разбива батальона на майор Милошевич на 6 ноември при селата Ропот и Комщица. Под командването на Коста Паница участва в боевете при Славиня, Височка Ржана и Пирот. За проявеното мъжество и умелото си командване е награден с Орден „За храброст“ IV степен.
На 24 март 1886 г. е произведен в чин капитан. Участва в преврата на 9 август 1886 г., включително и в конвоя, който екстрадира княз Александър Батенберг от страната. След контрапреврата Зафиров е уволнен от армията и емигрира в Русия, където служи в руската армия. През юли 1895 г. е произведен в чин щабскапитан, през 1898 – капитан, а на 16 юни 1898 г. – майор. През същата година се завръща в България и служи в 22-ри пехотен Тракийски полк и 9-и пехотен Пловдивски полк. От 1904 година е подполковник, а от 1910 година – полковник.

### Балкански войни (1912 – 1913)
През Балканската война и Междусъюзническата война (1912 – 1913) командва 26-и пехотен Пернишки полк. Отличава се при превземането и защитата на връх Повиен през октомври 1912 година. Участва в отбиването на турския десант при Шаркьой. Награден е с Орден „За храброст“ III степен.
След войните полковник Атила Зафиров е военен комендант на българските части, разположени в Ксанти, Западна Тракия. Директорът на гимназията в града, Коста Николов, го описва по следния начин:
| „ | ... корав българин, учтив, справедлив към всички. Той правеше чест на българското офицерство, на българската държава и народа. Когато слизаше в чаршията, турците отдалеч му ставаха на крака. | “ |

### Първа световна война (1915 – 1918)
През Първата световна война Атила Зафиров командва Трета бригада на Първа пехотна Софийска дивизия (41 и 42 пехотен полк) и се отличава в бовете срещу румънската Девета дивизия при село Сарсанлар (през 1942 г. селото е преименувано на негово име – Зафирово). На 15 август 1917 г. е произведен в чин генерал-майор. За участието си в Първата световна война отново е награден с орден „За храброст“ IV степен.
Генерал-майор Атила Зафиров умира на 24 януари 1922 г. в София в нищета.
По време на военната си кариера служи във Военното училище, в Министерството на войната, като началник на 2-ра дивизионна област, а през 1918 г е генерал за поръчки.

### Семейство
Атила Зафиров е женен и има 3 деца.

## Военни звания
- Подпоручик (30 август 1880)
- Поручик (30 август 1883)
- Капитан (24 март 1886)
- Майор (2 август 1896)
- Подполковник (1904)
- Полковник (1910)
- Генерал-майор (15 август 1917)

## Награди
- Военен орден „За храброст“ II (1917), III (1913) и IV степен (1885)
- Княжеский орден „Свети Александър“ II степен (1913)
- Руски орден „Свети Станислав“ III степен (1898)
- Руски орден „Свети Георги (орден)“ IV степен (1897)